# Siphunculina intonsa
Siphunculina intonsa är en tvåvingeart som beskrevs av Lamb 1918. Siphunculina intonsa ingår i släktet Siphunculina och familjen fritflugor.
Artens utbredningsområde är Sri Lanka. Inga underarter finns listade i Catalogue of Life.